# Strumigenys dextra
Strumigenys dextra  (лат.) — вид мелких земляных муравьёв из подсемейства Myrmicinae. Африка:  Ангола, Габон, Кения, Уганда, ЦАР, Экваториальная Гвинея.
Мелкие муравьи (около 2 мм) с сердцевидной головой, расширенной кзади.  Проподеум угловатый с парой зубцов. Обладают длинными жвалами (длина головы HL 0,41-0,47 мм, ширина головы HW 0,31-0,34 мм, мандибулярный индекс MI 38-42). 
Включён в комплекс arnoldi-complex вместе с близкими видами Strumigenys irrorata, Strumigenys katapelta и Strumigenys paranax, у которых также отсутствует преапикальный зубец на левой мандибуле.
Основная окраска желтоватая. Мандибулы длинные, узкие (с несколькими зубцами). Стебелёк между грудкой и брюшком состоит из двух члеников: петиолюса и постпетиолюса (последний четко отделен от брюшка), жало развито, куколки голые (без кокона). Специализированные охотники на коллембол. Вид был впервые описан в 1954 году американским мирмекологом Уильямом Брауном (Brown William L. Jr., 1922—1997).